# Fowlerton (Indiana)
Fowlerton es un pueblo ubicado en el condado de Grant en el estado estadounidense de Indiana. En el Censo de 2010 tenía una población de 261 habitantes y una densidad poblacional de 514,15 personas por km².

## Geografía
Fowlerton se encuentra ubicado en las coordenadas 40°24′35″N 85°34′22″O / 40.40972, -85.57278. Según la Oficina del Censo de los Estados Unidos, Fowlerton tiene una superficie total de 0.51 km², de la cual 0.51 km² corresponden a tierra firme y (0%) 0 km² es agua.

## Demografía
Según el censo de 2010, había 261 personas residiendo en Fowlerton. La densidad de población era de 514,15 hab./km². De los 261 habitantes, Fowlerton estaba compuesto por el 98.85% blancos, el 0% eran afroamericanos, el 0% eran amerindios, el 0% eran asiáticos, el 0% eran isleños del Pacífico, el 0% eran de otras razas y el 1.15% pertenecían a dos o más razas. Del total de la población el 0.38% eran hispanos o latinos de cualquier raza.